# Massaker auf dem Marsfeld
Als Blutbad oder Massaker auf dem Marsfeld werden die Ereignisse beschrieben, die sich am 17. Juli 1791 auf dem Pariser „Feld der Föderation“ zutrugen, wie das Marsfeld seit dem Föderationsfest am 14. Juli 1790, dem ersten Jahrestag der Erstürmung der Bastille, genannt wurde. Über die Unterzeichnung einer republikanischen Petition kam es an diesem Tag zu Unruhen, die der Bürgermeister von Paris Jean-Sylvain Bailly und der Oberbefehlshaber der Nationalgarde La Fayette blutig niederschlugen.

## Ursache
Den zweiten Jahrestag der Erstürmung der Bastille, jenes Symbols staatlicher und monarchischer Willkür, überlagerten anhaltende Diskussionen über die versuchte Flucht nach Varennes von König Ludwig XVI. im Juni. Ludwig XVI. war nach seiner Ergreifung in Varennes bis auf weiteres von seinem Amt suspendiert worden. Aus den Reihen der radikalen Cordeliers, unter ihnen auch Hébert, Danton und Marat, wurden Forderungen nach seiner endgültigen Absetzung laut. Am Freitag, dem 15. Juli, beschloss die Nationalversammlung jedoch, den König im Amt zu belassen, ein Beschluss, dem letztendlich auch die Jakobiner, die vorher über eine Petition gegen Ludwig beraten hatten, zustimmten. Die Cordeliers allerdings ließen sich von ihrem Standpunkt nicht abbringen und legten am Sonntag, dem 17. Juli, auf dem Marsfeld auf dem Altar des Vaterlands eine republikanische Petition zur Unterschrift aus.

## Verlauf
Bereits am frühen Morgen wurden unter dem Altar des Vaterlands zwei Voyeure aufgefunden, die viele kleine Löcher in die Bodenplanken gebohrt hatten, um am Tage, bei der Unterschriftenaktion, den Frauen unter den Rock schauen zu können. Bald machte sich das Gerücht breit, die beiden hätten vorgehabt, mit einem Pulverfass den Altar des Vaterlands samt der republikanischen Petition und den anwesenden Cordeliers in die Luft zu sprengen. Man führte sie zum Sektionskomitee. Dort angelangt, hängte ein Mob die beiden gegen 7 Uhr an einer Laterne auf.
Um die Mittagszeit, da die Petition unterzeichnet werden sollte, suchten städtische Untersuchungsbeamte den Ort auf und trafen lediglich auf unbewaffnete Bürger, die sich mit den Unterschriften befassten. Überzeugt, dass dort nichts das Eingreifen einer Ordnungsmacht erfordern würde, zogen sie sich zurück. Gleichzeitig wurden eine Abteilung der Nationalgarde und Geschütze, die nach dem morgendlichen Ereignis in einer Nebenstraße postiert worden waren, abgezogen. Die Truppenbewegungen schufen Unsicherheit, die Hitze des Tages und die verschiedensten Gerüchte luden die Situation auf.
Gegen 18:00 Uhr hatte sich die Menschenmenge immer noch nicht zerstreut, woraufhin eine Abteilung der Nationalgarde mit einem Artillerietrain aufmarschierte, geführt von General La Fayette. Ihn begleitete der Bürgermeister Bailly. Mit sich führten sie die rote Fahne, das Zeichen eines bevorstehenden Truppeneinsatzes. Plötzlich löste sich ein Schuss, und La Fayette wurde der Hut vom Kopf gefegt. Die Soldaten antworteten mit heftigem Gewehrfeuer, obwohl ihnen der General befahl, Ruhe zu bewahren. In der versammelten Menge entstand eine Massenpanik. Die Menschen drängten auf allen Seiten vom Platz. Die Soldaten dagegen sahen sich in die Enge getrieben und schossen erneut.
Die Angaben über die tatsächlichen Opferzahlen schwanken beträchtlich. Während früher von hunderten Toten die Rede war, ergaben spätere Untersuchungen Zahlen zwischen einem Dutzend und 50.

## Auswirkungen
La Fayette und Bailly wurde die Hauptschuld an dem Massaker des 17. Juli gegeben. Man warf ihnen Fahrlässigkeit und Mutwillen vor. Einige glaubten sogar, in ihnen Werkzeuge einer royalistischen Gegenrevolution zu erkennen, die mit allen Mitteln verhindert hätten, den König durch die zu unterzeichnende Petition abzusetzen. Beide verloren durch die Ereignisse ihre gesamte Popularität. Damit wurde gleichzeitig die gemäßigte Seite, deren führende Vertreter sie gewesen waren, geschwächt, und die radikalen Kräfte in Frankreich gewannen weiter an Macht. Die Französische Revolution nahm weiter ihren Lauf.